# James Brewer (giocatore di football americano)
James Da'One Brewer (Indianapolis, 23 dicembre 1987) è un giocatore di football americano, di nazionalità statunitense, che gioca nel ruolo di offensive tackle per i New York Jets della National Football League (NFL). Fu scelto nel corso del quarto giro (117º assoluto) del Draft NFL 2011 dai New York Giants. Al college ha giocato a football all'Università dell'Indiana.

## Carriera professionistica

### New York Giants
Brewer fu scelto dai New York Giants nel corso del quarto giro del Draft 2011. Malgrado l'aver fatto parte dei 53 uomini del roster attivo dei Giants dal training camp alla fine della stagione, James non scese mai in campo nella sua annata da rookie. Nella stagione successiva disputò 8 partite, nessuna delle quali come titolare.

### New York Jets
Il 19 marzo 2015, Brewer firmò un contratto annuale con i New York Jets.

## Palmarès

### Franchigia
- Super Bowl : 1

New York Giants: XLVI
- National Football Conference Championship: 1

New York Giants: 2011

## Statistiche
| Partite totali      | 26 |
| Partite da titolare | 8  |

Statistiche aggiornate alla stagione 2014